# Reinhard Förster
Reinhard Förster (* 18. August 1935 in Dätzdorf in Schlesien; † 29. November 1987 in München) war ein deutscher Geologe und Paläontologe.
Förster wuchs nach der Flucht aus Schlesien in Bielefeld auf und studierte ab 1956 Geologie und Paläontologie an der Universität Göttingen mit dem Diplom als Geologe 1961. Seine Diplomarbeit (Zur Stratigraphie und Tektonik des Kulm an der Okertalsperre im Harz) fertigte er bei Hermann Schmidt und Erich Bederke an. 1964 wurde er bei Richard Dehm an der Ludwig-Maximilians-Universität München promoviert (Über die Erymiden, eine alte, konservative Gruppe der mesozoischen Dekapoden). Danach war er dort bis 1970 Assistent am Institut für Historische Geologie und Paläontologie. 1967, 1969 und 1971 unternahm er Expeditionen nach Mosambik im Rahmen des Projekts der geologischen Kartierung Afrikas. Später unternahm er Expeditionen in andere Teile Afrikas (Libyen, Äthiopien, Kamerun, Tansania, Nigeria) zur Erforschung des Auseinanderbrechens von Gondwana in der Kreide und stratigraphischen Fragen der dabei auftretenden Meeresvorstöße. 1985/86 war er an einer britischen Expedition in die Antarktis beteiligt.
Er war ab 1970 Konservator und ab 1976 Oberkonservator an der Bayerischen Staatssammlung für Paläontologie in München. Ab 1976 war er auch Lehrbeauftragter an der Universität München.
Er war Spezialist für Dekapoden des Mesozoikums und befasste sich mit dem Mesozoikum Afrikas.
Ihm zu Ehren wurden der Großkrebs (Astacidea) Pseudoglyphea foersteri (Feldmann, Crisp & Pirrie, 2002) sowie die Förster-Kliffs und mittelbar das Förster Valley auf der James-Ross-Insel in der Antarktis benannt.
Von ihm stammen einige Erstbeschreibungen (wie Aeger gracilis, Förster & Crane 1984).

## Schriften
- Die reptanten Decopoden der Trias. In: Neues Jahrbuch für Geologie und Paläontologie, Abhandlungen, 128, 1967, S. 136–194
- Die Mecochiridae, eine spezialisierte Familie der mesozoischen Glypheoidea (Crustacea, Decapoda). In: Neues Jahrbuch für Geologie und Paläontologie, Abhandlungen, 137, 1971, S. 396–421
- Die geologische Entwicklung von Süd-Mozambique seit der Unterkreide und die Ammoniten-Fauna von Unterkreide und Cenoman. Hannover: Bundesanstalt für Geowiss. u. Rohstoffe, 1975